# Meżyriczczia (stacja kolejowa)
Meżyriczczia (ukr. Межиріччя, niem. Czudyn, rum. Ciudei) – stacja kolejowa w miejscowości Czudej, w rejonie czerniowieckim, w obwodzie czerniowieckim, na Ukrainie. Jest stacją krańcową linii z Karapcziwa.

## Historia
Stacja powstała w czasach austro-węgierskich i początkowo nazywała się Czudyn. W okresie międzywojennym, gdy okolice te przynależały do Rumunii, nosiła nazwę Ciudei. Od okresu austro-węgierskiego na stacji zaczynała również bieg linia wąskotorowa Czudej – Koszczuja, rozebrana w czasach sowieckich.